# Ferdinando I di Romania
Ferdinando I di Romania (nato Ferdinando di Hohenzollern-Sigmaringen) (Sigmaringen, 24 agosto 1865 – Sinaia, 20 luglio 1927) fu re di Romania dal 10 ottobre 1914 fino alla sua morte.

## Biografia

### Giovinezza
Ferdinando nacque a Sigmaringen, Germania meridionale, figlio di Leopoldo di Hohenzollern-Sigmaringen e della moglie, Antonia di Portogallo; il principe tedesco apparteneva alla dinastia degli Hohenzollern-Sigmaringen, ma discendeva anche dalla casa reale dei Braganza, essendo nipote di Maria II di Portogallo, quindi pronipote di Pietro I del Brasile. Ferdinando aveva due fratelli, Guglielmo                 ed Carlo Antonio .
Compì i suoi primi studi a Düsseldorf, frequentando poi l'accademia militare a Kassel, dove fu promosso tenente nel 1887; frequentò inoltre le università di Scienze politiche a Lipsia e di Economia a Tubinga. Parlava fluentemente il francese, l'inglese ed il russo. Essendo stato nominato principe ereditario di rumeno, gli fu insegnato la lingua rumena, la letteratura, la storia e la geografia della Romania .

### Erede al trono di Romania

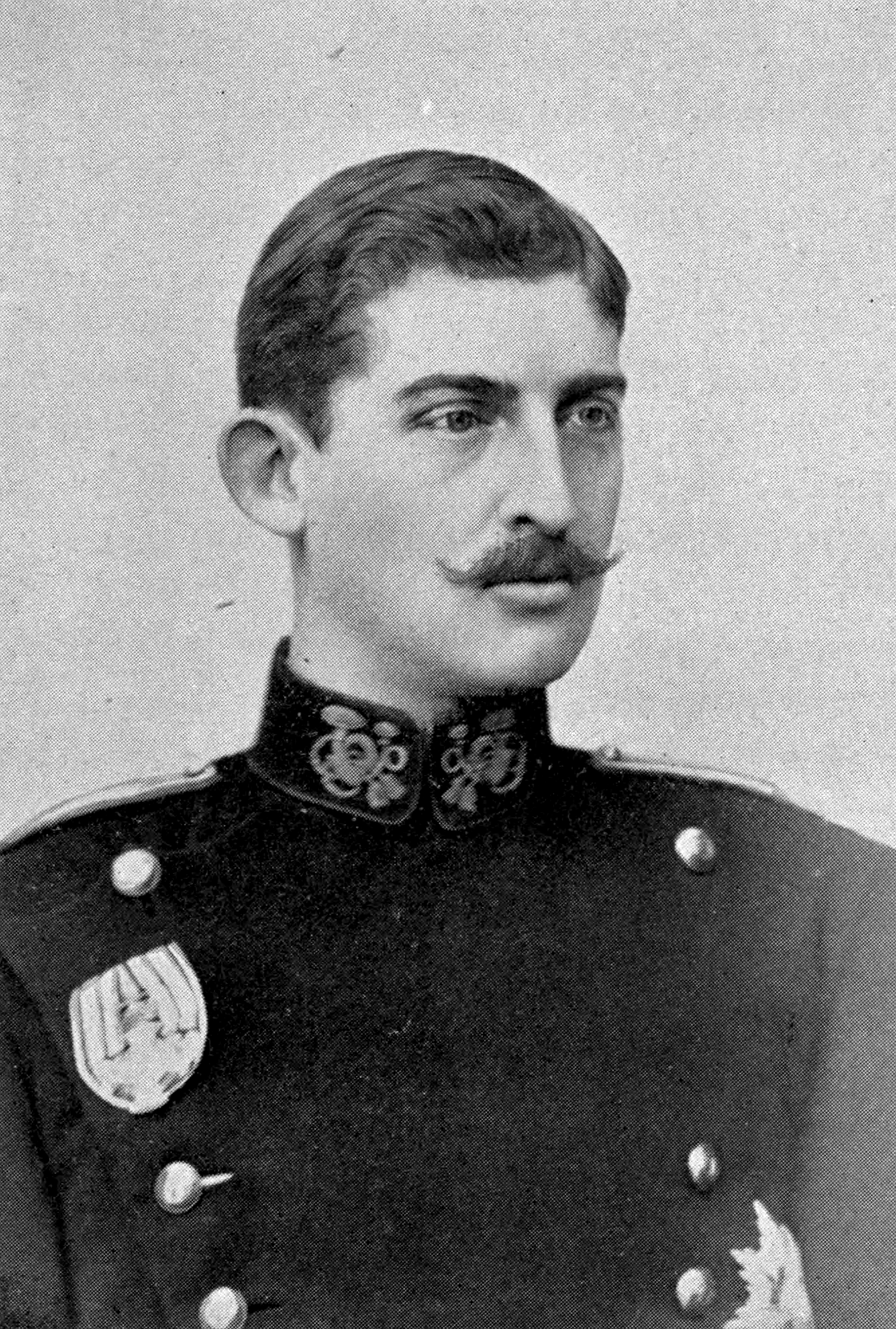
Ferdinando di Romania nel 1893.

Nel 1888, a seguito della rinuncia del padre Leopoldo e del fratello Guglielmo, il principe Ferdinando fu designato erede al trono di Romania dallo zio Carlo I, che governava il paese rumeno dal 1866, quando fu proclamato Domnitor di Romania.  Al nuovo principe ereditario fu permesso mantenere la sua fede cattolica ma i figli sarebbero dovuti essere educati secondo la religione ortodossa, che era religione di stato del regno. Ferdinando accettò ma fu subito scomunicato per questo, atto che fu però poi revocato dalla Chiesa di Roma . Nel 1889 il Parlamento rumeno proclamò ufficialmente Ferdinando Principe ereditario di Romania.

### Matrimonio
Giunto in Romania, Ferdinando conobbe e si avvicinò a Elena Văcărescu, scrittrice e amica della zia, Elisabetta di Wied, moglie di re Carlo I; la Regina incoraggiò la storia d'amore pur fosse consapevole che il matrimonio fra i due avrebbe provocato uno scandalo, il quale però fu scatenato nel 1891. Le conseguenze furono l'esilio della regina Elisabetta, a Neuweid, e della stessa Elena, a Parigi, mentre Ferdinando fu mandato in Europa alla ricerca di una consorte adatta .
Il 10 ottobre 1893 Ferdinando sposò a Sigmaringen, Maria di Edimburgo, figlia di Alfredo, duca di Edimburgo, poi Duca di Sassonia-Coburgo-Gotha, e della Granduchessa Maria Alexandrovna di Russia, quindi nipote della regina Vittoria e dello zar Alessandro II. La coppia ebbe sei figli:
- Carlo (1893 - 1953), re di Romania
- Elisabetta (1894 - 1956), regina degli Elleni
- Maria (1900 - 1961), regina di Jugoslavia
- Nicola  (1903 - 1978), principe di Romania
- Ileana (1909 - 1991), arciduchessa d'Austria

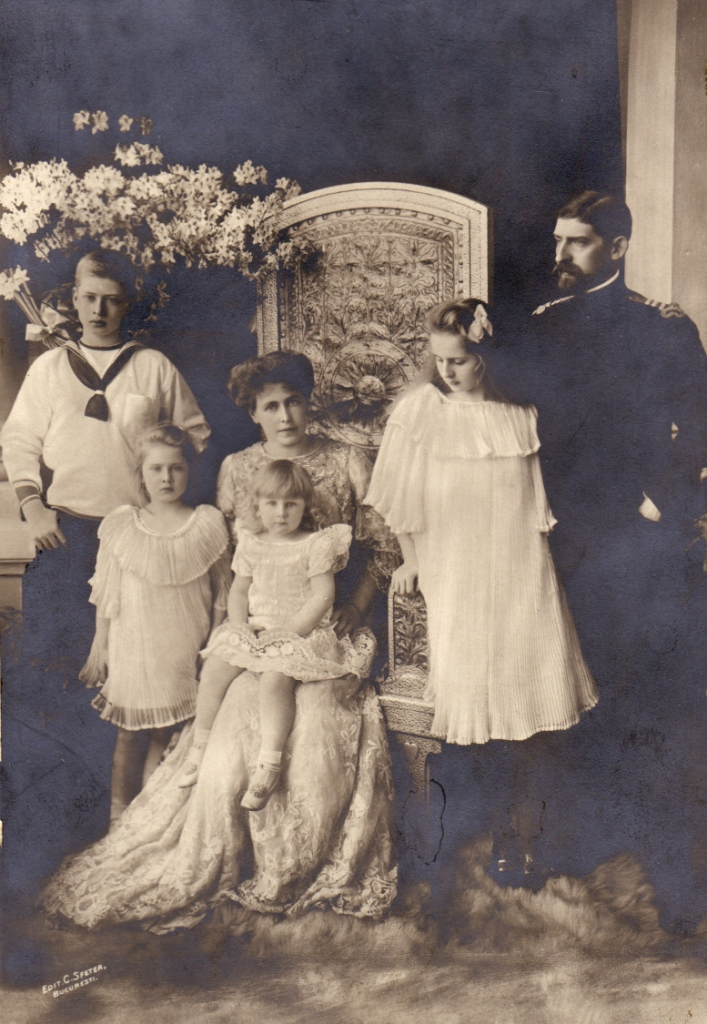
La coppia assieme ai figli.

- Mircea (1913 - 1916), principe di Romania

L'unione fra i due risultò abbastanza infelice, Ferdinando inoltre era dieci anni più grande di Maria la quale ebbe diverse relazioni extraconiugali, mettendo in dubbio la paternità di alcuni dei suoi figli. Pertanto si ritiene che Ileana e Mircea siano figli di Barbu Ştirbey e che Maria di Boris Vladimirovič di Russia. Ferdinando volle però evitare scandali, così non ripudiò la paternità legale.

### Re di Romania
Il 10 ottobre 1914 Carlo I morì e così a succedergli fu il nipote Ferdinando gli successe quale secondo Re di Romania ; da poco era scoppiata la Prima guerra mondiale e la Romania decise di intraprendere inizialmente una politica di neutralità, anche se Ferdinando riceveva comunque numerose pressioni da parte del lontano cugino, il Kaiser Guglielmo II di Germania che apparteneva alla dinastia degli Hohenzollern ed era primo cugino della regina Maria di Romania. Il nuovo sovrano comunque decise di schierarsi, il 27 agosto 1916, a fianco della Triplice Intesa. Ferdinando si conquistò il soprannome di "Leale" . Nel 1914 giurò di fronte al Parlamento rumeno dicendo «Regnerò da buon rumeno». Come conseguenza il Kaiser fece cancellare il nome di Ferdinando dal registro della Casata Hohenzollern.
Nei primi tempi di guerra le truppe degli Imperi centrali occuparono la Dobrugia e la Valacchia, ma poi la Romania riuscì a respingere l'avanzata tedesca dalla Moldavia nel 1917. Con l'uscita dalla guerra della Russia, la Romania si ritrovò circondata completamente dall'Austro-Ungheria e dalla Bulgaria, perciò il paese fu costretto a firmare il Trattato di Bucarest, che però Ferdinando rifiutò di firmare. Verso la fine del 1918 l'avanzata alleata nella regione della Tessalonica costrinse la Bulgaria ad uscire dal conflitto, subito dopo il Re ordinò la rimobilitazione delle forze armate, per poi rientrare in guerra, sempre a fianco dell'Intesa. Con la fine della guerra ed il Trattato di Versailles, la Romania ottenne le regioni della Bessarabia, della Bucovina e della Transilvania e con ciò Ferdinando divenne il sovrano di quasi tutte le etnie rumene che abitavano i Balcani.
Il 15 ottobre 1922, re Ferdinando e la regina Maria furono incoronati con una cerimonia spettacolare a Alba Iulia, in Transilvania.

### Morte

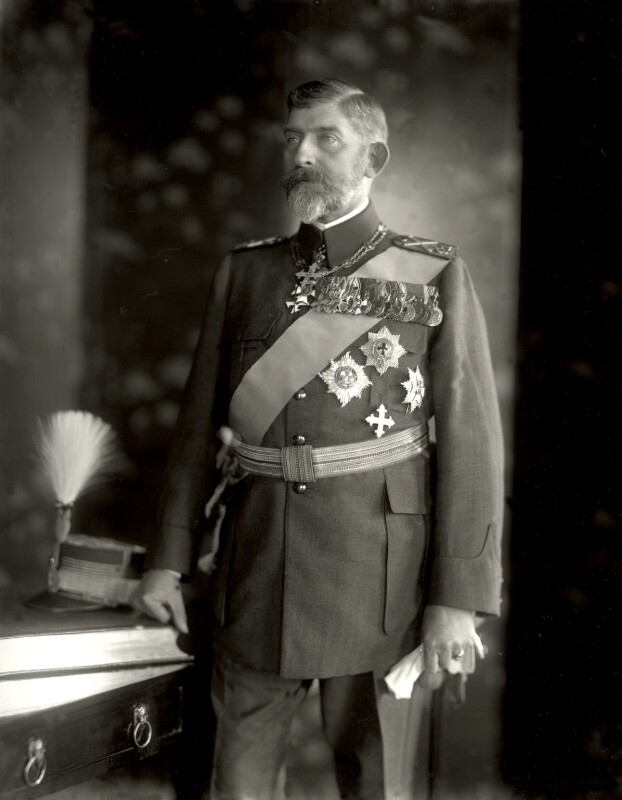
Ferdinando nel 1924.

Il 20 luglio 1927 Ferdinando I di Romania morì di cancro all'intestino; a succedergli fu il nipote Michele poiché il primogenito Carlo aveva rinunciato ai diritti al trono per lasciare la nazione e trasferirsi assieme all'amante. Visto che Michele I aveva solo cinque anni, fu istituita una Reggenza che fu acquisita dallo zio Nicola, secondogenito maschio di Ferdinando.

## Titoli e trattamento
- 24 agosto 1865 - 16 luglio 1889: Sua Altezza Serenissima, il Principe Ferdinando di Hohenzollern-Sigmaringen
- 16 luglio 1889 - 10 ottobre 1914: Sua Altezza Reale, il Principe ereditario di Romania
- 10 ottobre 1914 - 20 luglio 1927: Sua Maestà, il Re di Romania

## Albero genealogico
|                                           |                                       |                                                 | Genitori                                 |  |  | Nonni |  |  | Bisnonni                          |  |  | Trisnonni                                 |  |
|                                           |                                       |                                                 |                                          |  |  |       |  |  | Carlo di Hohenzollern-Sigmaringen |  |  | Antonio Luigi di Hohenzollern-Sigmaringen |  |
|                                           |                                       |                                                 |                                          |  |  |       |  |  | Carlo di Hohenzollern-Sigmaringen |  |  | Antonio Luigi di Hohenzollern-Sigmaringen |  |
|                                           |                                       | Amalia Zefirina di Salm-Kyrburg                 |                                          |  |  |       |  |  | Carlo di Hohenzollern-Sigmaringen |  |  |                                           |  |
| Carlo Antonio di Hohenzollern-Sigmaringen |                                       |                                                 |                                          |  |  |       |  |  | Carlo di Hohenzollern-Sigmaringen |  |  |                                           |  |
|                                           |                                       | Maria Antonietta Murat                          | Pierre Murat                             |  |  |       |  |  |                                   |  |  |                                           |  |
|                                           |                                       | Maria Antonietta Murat                          | Pierre Murat                             |  |  |       |  |  |                                   |  |  |                                           |  |
|                                           |                                       | Maria Antonietta Murat                          | Louise d'Astorg                          |  |  |       |  |  |                                   |  |  |                                           |  |
| Leopoldo di Hohenzollern-Sigmaringen      |                                       | Maria Antonietta Murat                          |                                          |  |  |       |  |  |                                   |  |  |                                           |  |
|                                           |                                       | Carlo II di Baden                               | Carlo Luigi di Baden                     |  |  |       |  |  |                                   |  |  |                                           |  |
|                                           |                                       | Carlo II di Baden                               | Carlo Luigi di Baden                     |  |  |       |  |  |                                   |  |  |                                           |  |
|                                           |                                       | Carlo II di Baden                               | Amalia d'Assia-Darmstadt                 |  |  |       |  |  |                                   |  |  |                                           |  |
| Giuseppina di Baden                       |                                       | Carlo II di Baden                               |                                          |  |  |       |  |  |                                   |  |  |                                           |  |
|                                           |                                       | Stefania di Beauharnais                         | Claude de Beauharnais                    |  |  |       |  |  |                                   |  |  |                                           |  |
|                                           |                                       | Stefania di Beauharnais                         | Claude de Beauharnais                    |  |  |       |  |  |                                   |  |  |                                           |  |
|                                           |                                       | Stefania di Beauharnais                         | Claudine Françoise de Lezay              |  |  |       |  |  |                                   |  |  |                                           |  |
| Ferdinando I di Romania                   |                                       | Stefania di Beauharnais                         |                                          |  |  |       |  |  |                                   |  |  |                                           |  |
|                                           | Ferdinando di Sassonia-Coburgo-Kohary | Francesco Federico di Sassonia-Coburgo-Saalfeld |                                          |  |  |       |  |  |                                   |  |  |                                           |  |
|                                           | Ferdinando di Sassonia-Coburgo-Kohary | Francesco Federico di Sassonia-Coburgo-Saalfeld |                                          |  |  |       |  |  |                                   |  |  |                                           |  |
|                                           | Ferdinando di Sassonia-Coburgo-Kohary | Augusta di Reuss-Ebersdorf                      |                                          |  |  |       |  |  |                                   |  |  |                                           |  |
| Ferdinando II di Portogallo               | Ferdinando di Sassonia-Coburgo-Kohary |                                                 |                                          |  |  |       |  |  |                                   |  |  |                                           |  |
|                                           |                                       | Maria Antonia di Koháry                         | Federico Giuseppe di Koháry              |  |  |       |  |  |                                   |  |  |                                           |  |
|                                           |                                       | Maria Antonia di Koháry                         | Federico Giuseppe di Koháry              |  |  |       |  |  |                                   |  |  |                                           |  |
|                                           |                                       | Maria Antonia di Koháry                         | Maria Antonietta di Waldstein-Wartenberg |  |  |       |  |  |                                   |  |  |                                           |  |
| Antonia di Portogallo                     |                                       | Maria Antonia di Koháry                         |                                          |  |  |       |  |  |                                   |  |  |                                           |  |
|                                           |                                       | Pietro I del Brasile                            | Giovanni VI di Portogallo                |  |  |       |  |  |                                   |  |  |                                           |  |
|                                           |                                       | Pietro I del Brasile                            | Giovanni VI di Portogallo                |  |  |       |  |  |                                   |  |  |                                           |  |
|                                           |                                       | Pietro I del Brasile                            | Carlotta Gioacchina di Spagna            |  |  |       |  |  |                                   |  |  |                                           |  |
| Maria II di Portogallo                    |                                       | Pietro I del Brasile                            |                                          |  |  |       |  |  |                                   |  |  |                                           |  |
|                                           |                                       | Maria Leopoldina d'Austria                      | Francesco I d'Austria                    |  |  |       |  |  |                                   |  |  |                                           |  |
|                                           |                                       | Maria Leopoldina d'Austria                      | Francesco I d'Austria                    |  |  |       |  |  |                                   |  |  |                                           |  |
|                                           |                                       | Maria Leopoldina d'Austria                      | Maria Teresa di Napoli e Sicilia         |  |  |       |  |  |                                   |  |  |                                           |  |
|                                           |                                       | Maria Leopoldina d'Austria                      |                                          |  |  |       |  |  |                                   |  |  |                                           |  |